# Scaevius milii
Scaevius milii is een straalvinnige vissensoort uit de familie van valse snappers (Nemipteridae). De wetenschappelijke naam van de soort is voor het eerst geldig gepubliceerd in 1823 door Bory de Saint-Vincent.